# بران ناث
بران ناث (بالإنجليزية: Pran Nath)‏ فيزيائي نظري يعمل في جامعة نورث إيسترن، مع تركيز بحثي في فيزياء الجسيمات الأولية. وهو حاصل على كرسي أستاذ جامعي متميز في ماثيوز.

## المنشورات
- استقرار البروتونات في النظريات الكبرى الموحدة ، في الأوتار والأغشية ، بران ناث ، بافيل فيليفيز بيريز. نشرت في تقارير الفيزياء 441: 191-317 ، 2007. عبر الانترنت